# George Ivașcu (actor)
George Ivașcu (15 februarie 1968, București) este un actor român.
George Ivașcu a absolvit Institutul de Artă Teatrală și Cinematografică (azi U.N.A.T.C.) în anul 1993. 
În cei peste 25 de ani de carieră a jucat pe scenele celor mai importante teatre din București și din țară, fiind angajat în 1993 la Teatrul de Comedie, apoi în 1996 la Teatrul Național „I.L. Caragiale”, București (TNB). 
Este conf.univ.Dr. la Universitatea Națională de Artă Teatrală și Cinematografică „Ion Luca Caragiale” din București.
S-a impus ca actor și regizor, iar în ultimii zece ani ca personalitate marcantă pe scena culturală, din 2007 fiind managerul și fondatorul Teatrului Metropolis din București. În aprilie 2022 a demisionat din funcția de director al Teatrului Metropolis, din cauza „lipsei de comunicare cu primarul general al Capitalei”, potrivit declarațiilor actorului. 
În calitatea sa de manager cultural s-a impus ca promotor și susținător al tinerei generații de creatori, în egală măsură fiind preocupat de păstrarea memoriei artiștilor consacrați de teatru și film din România, inițiind proiectul Aleea Celebrităților din Piața Timpului. Este de asemenea și inițiatorul cotidianului online de cultura Ziarul Metropolis.
Președintele României Ion Iliescu i-a conferit actorului George Ivașcu la 13 mai 2004 Ordinul Meritul Cultural în grad de Cavaler, Categoria D - "Arta Spectacolului", „în semn de apreciere a întregii activități și pentru dăruirea și talentul interpretativ pus în slujba artei scenice și a spectacolului”.
Este căsătorit cu Alice Barb, regizor de teatru și operă, actor și manager cultural.

## Teatrografie
Teatrul Metropolis
- Paganini de Mick Davis, regia Mick Davis, 2015 - Napoleon
- Moartea lui Tarelkin de Al. Suhovo – Kobîlin, regia Gelu Colceag, 2013– Kandid Kastorovici Tarelkin
- Îngeri în America  de Tony Kushner, regia Victor Ioan Frunză, 2011-Roy Cohn
- Lautrec la bordel de Mario Moretti, regia Horațiu Mălăele, 2011- Lautrec
- Nevestele vesele din Windsor de William Shakespeare, regia Alexandru Tocilescu, 2010– Ford
- Podu` - de Paul Ioachim, regia Horațiu Mălăele, 2009- Neînțelesul
- Viitorul e în ouă, de Eugen Ionescu, regia Mihai Mănuțiu, 2005- actor

Teatrul Național „Ion Luca Caragiale” din București
- Anna Karenina de Helen Edmundson după Lev Tolstoi, regia Alice Barb, 2005 – Levin
- O scrisoare pierdută de I.L.Caragiale, regia Grigore Gonța, 2004-Brânzovenescu
- Revizorul de N. Gogol, regia Serghei Cerkaski, 2002-Bobcinski
- Legenda ultimului împărat de Valentin Nicolau, regia Alice Barb, 2002–Măscăriciul
- Amanții însângerați de Chikamatsu Monzaemon, regia Alexandru Tocilescu, 2002- Tokubei
- Crimă pentru pământ, după romanul omonim al lui Dinu Săraru, regia Grigore Gonța, 2001- Cioflică Zărzărel
- Tărâmul celălalt de Dusan Kovacevic, regia Horea Popescu, 2001– Peter
- Mofturi la Union de I.L.Caragiale, regia Gelu Colceag, 2000- Lache
- O scrisoare pierdută de I.L.Caragiale, regia Alexandru Tocilescu, 2000-Tipătescu
- Podul de Paul Ioachim, regia Horațiu Mălăele, 1999– Îndrăgostitul
- Satana cel bun și drept de Tudor Popescu, regia Gelu Colceag 1998-Lingulaca
- Tehnica raiului de Mihai Ispirescu, regia Dan Micu, 1997- Geo

Teatrul de Comedie
- Galy Gay de Bertolt Brecht, regia Lucian Giurchescu, 2008 - Galy Gay
- Doi tineri din Verona de W. Shakespeare, regia Felix Alexa, 2007 - Speed
- Ușa de Matei Vișniec, regia Alice Barb, 2006
- A douăsprezecea noapte de W.Shakespeare, regia Gelu Colceag, 2005 - Orsino
- Iluzia comică de Corneille, regia Alexandru Darie, 1998 - Clindor
- Comedia erorilor de W. Shakespeare, regia Alexandru Dabija, 1998 - Dromio
- Căsătorie în stil olandez de Carlo Goldoni, regia Alice Barb, 1997 - La Tulippe
- Fuga de Mihail Bulgakov, regia Cătălina Buzoianu, 1997- Tihii
- Mireasa mută de B. Johnson, regia Alexandru Tocilescu, 1996 - Mireasa
- Opera de trei parale de Bertolt Brecht, regia Lucian Giurchescu, 1996 - Mackie Sis
- Zi de vară de S. Mrozek, regia Anca Bradu, 1994 - Izbut
- În largul mării de S. Mrozek, regia Anca Bradu, 1994- Slabul
- D-ale carnavalului de I.L.Caragiale, regia Mihai Manolescu, 1993 - Crăcănel

Teatrul Bulandra
- Căsătoria de N. Gogol, regia Virgil Tănase, 1998
- Scandal la Palermo de Carlo Goldoni, regia Cătălina Buzoianu, 1998
- Copilul îngropat de Sam Sheppard, regia Cătălina Buzoianu, 1998
- Patul lui Procust de Camil Petrescu, regia Cătălina Buzoianu, 1997
- Vânzătorii gloriei, regia Elie Malka, 1997
- Șase personaje în căutarea unui autor de Luigi Pirrandello, regia Cătălina Buzoianu, 1996

Teatrul Odeon
- Troilus și Cresida de W. Shakespeare, regia Dragoș Galgoțiu, 1996
- Moș Anghel de Panait Istrati, regia J.F.Le Garrec, 1991

Teatrul Nottara
- Oscar de Claude Magnier, regia Alice Barb, 1999

Theatrum Mundi
- Râul de bâlci de Ioana Crăciun, regia Mircea Marin, 2005

Catedra UNESCO
- O noapte furtunoasă de I.L.Caragiale, regia Gelu Colceag, 2008

Studioul de Teatru Casandra
- Privește înapoi cu mânie de John Osborne, regia Alice Barb, 1994
- Streap-tease de  S. Mrozek, regia  Gelu Colceag - Spectacol de absolvire, 1993
- D-ale carnavalului de I.L.Caragiale, regia Mihai Manolescu
- Cântăreața cheală de Eugen Ionescu, regia Gelu Colceag, 1992
- Streap-tease de S. Mrozek, regia Gelu Colceag, Studioul Casandra, 1992
- Don Juan moare ca toți ceilalți de Theodor Mazilu, regia Mihaela Gaita, 1992

## Teatrul Național Radiofonic
- peste 100 de roluri în spectacole de teatru radiofonic

## Spectacole regizate
- Transport de femei de Steve Gooch - Teatrul Național “Radu Stanca” din Sibiu, 2010
- Opera de trei parale de Bertlot Brecht – Teatrul Național de Operetă, 2010
- Opt femei de Robert Tomas -Teatrul de Stat „Radu Stanca” din Sibiu, 2010
- Două orfeline după Adolphe Philippe D’Ennery și Eugen Cormon, Teatrul Național “Marin Sorescu” din  Craiova, 2008
- Audiția de Alexander Galin -Teatrul de Stat „Radu Stanca” din Sibiu, 2004
- Audiția de Alexander Galin - Studioul de Teatru Casandra, 2003
- Rosencrantz și Guildenstern sunt morți de Tom Stoppard - Teatrul din Novi-Sad, 2002
- Doctor fără voie, de Molière - Academia de Teatru din Novi-Sad, 2000
- Șase personaje în căutarea unui autor de Luigi Pirandello - Teatrul din Novi-Sad, 1999
- Omoară-l pe aproapele tău de S. Mrozek- Studioul Casandra, 1998
- Căsătoria de Gogol - Studioul Casandra, 1998

## Filmografie
- Clanul (2022)
- Liceenii (1986)
- Terente, regele bălților (1995)
- Asfalt Tango (1996)
- Faimosul paparazzo (1999)
- Nunta mută (2008)

- Circul Matteo (2017) Casa de producție TVR
- Ultimul zburător (2014)
- Bunraku (2010)
- Goethe (2007)
- Cuscrele (2005) – Aristide Supusu
- The French Revolution (2005)
- Vacanța de Crăciun (2005)
- Totul pentru copiii mei (2004)
- Ulița spre Europa (2004)
- Modigliani (2004)
- In căutarea lui Nemo (2003)
- Accords et a cris (2002)
- Amen (2002)
- Une mere comme n'en fait plus (1997)
- Nekro (1997)
- Pepe și Fifi (1994)
- Undeva, în Est (1991)

## Teatrul Național de Televiziune
- Roman teatral de Bulgakov, regia Vitalie Lupașcu, 2014
- O noapte furtunoasă de I.L. Caragiale, regia Gelu Colceag, 2013
- Ultima haltă în paradis, regia Alexandru Tocilescu, 2003
- D-ale carnavalului de I.L. Caragiale, regia Dominic Dembinski, 2002

## Premii
- Premiul pentru Arta și Cultură, Secțiunea Artele Spectacolului, oferit de

Primaria Municipiului București, 2011
- Premiile Confidențial – Secțiunea Eveniment Laureat, 2011
- Confidential, Premiul pentru teatru, “Nevestele vesele din Windsor, 2011
- Confidential, Premiu pentru teatru oferit Teatrului Metropolis, 2010
- Premiile Confidențial – Premiul pentru Teatru, pentru spectacolul “Podu”, 2009)
- Premiile VIP – Premiul la categoria “Instituții Culturale”, Teatrului Metropolis, 2009
- Fundatia Culturala Delta - Premiul de excelență, 2009
- Premiul pentru Management al unei instituții municipale, 2009
- Revista Casino – Premiul pentru primul Teatru de proiecte (2008)
- Premiul Fundației pentru Teatru și Film Tofan, 2008)
- Premiul Toma Caragiu pentru debut, Festivalul Național “I.L.Caragiale”, cu rolul Crăcănel din „D-ale carnavalului”, 2007
- Premiile Revistei Confidential – Premiu pentru Teatru, spectacolul “Podu”, regia Horatiu Malaele, 2007
- VIP – Premiul Arte – Teatrul Metropolis, 2006
- Premiul criticii ,UNITER, 2001
- Marele premiu la Gala tânărului actor, Costinești, 1993
- Marele premiu pentru regie la spectacolul “Șase personaje în căutarea unui autor”, Serbia
- Premiul criticii la Festivalul de teatru de la Miskoltz – Ungaria
- Premiul Jules Cazaban, Festivalul Comediei
- Premiul de interpretare la Festivalul Național “I.L.Caragiale”
- Premiul Fundației Henry Coandă
- Premiul Fundației Alexandru Giugaru

### Interviuri
- Interviu George Ivașcu, dec. 2017, Ziarul Metropolis
- George Ivașcu: "Ziua debutului a fost senzațională", dec. 2017, Rodica Mitu, DCNews
- George Ivașcu:"Asa ma vad tot timpul, un om cu o umbrelă", oct. 2017, Ziarul Metropolis, Dana Rotaru
- George Ivașcu, "Astazi este ziua ta", Dănuț Deleanu, 2017
- George Ivascu:"Viata mea?-"Metropolis"-"Metropolis", Alice Mănoiu, "Formula AS" - anul 2017, Nr. 1293
- George Ivașcu despre Brâncuși Arhivat în 9 decembrie 2017, la Wayback Machine., feb. 2016, Agerpres, Craiu Petronius
- George Ivașcu: "Iubirea este precum Crăciunul", Mădălina Cerban, Mediafax, anul 2016
- George Ivașcu:"Sunt un visator profesionist" Arhivat în 6 iunie 2017, la Wayback Machine., Larevista, 2016
- George Ivașcu: "Jucăm la teatru ca la ..", oct 2016, Adevărul.ro
- George Ivașcu: "Vreau să merg la teatru ca un maratonist", oct. 2014, Andrei Crăciun, Ziarul Metropolis
- George Ivascu - "Actorii sunt niste sculptori in zapada", Dia Radu, Formula AS - anul 2000, numărul 397
- George Ivașcu "Pentru mine teatrul e viata. Viata ridicata la o putere magica. Infinita", Formula AS - anul 2003, numărul 562
- George IVAȘCU: „Publicul nu e idiot. Cei care spun asta îl desconsideră“, 25 ianuarie 2009, Andreea Țuligă, Evenimentul zilei
- George Ivașcu: "Spectatorul nu vine la teatru să cumpere frustrările unui artist",2010, Dana Ionescu, Revista Yorick
- George Ivașcu: „Ce frumos e să ai șansa să te joci toată viața“, 1 septembrie 2011, Cristian Predoi, Adevărul
- George Ivascu "Viață de actor. cand cortina cade...", 26 noiembrie 2011
- VIDEO George Ivașcu, actor: „Eu îmi doresc să moară «șmecherul»”, 29 septembrie 2011, George Rădulescu, Adevărul
- George Ivascu: Iubirea este arta de a cultiva tot ce e mai frumos in noi Arhivat în 1 februarie 2014, la Wayback Machine., 14 ianuarie 2012, Corina Stoica, Revista Tango
- George Ivașcu, actor: „Cel mai frumos rol e șansa de a fi construit un teatru“, 5 ianuarie 2012, Dan Boicea, Adevărul
- INTERVIU George Ivașcu: „Mă bucur să văd Aleea Celebrităților și la Sibiu“, 6 iunie 2013, Ionela Roșu, Adevărul
- George Ivașcu - Famous why
- George Ivașcu FOTO (Sorin Radu)[nefuncțională]
- George Ivascu - Romanian Actors by Simion Buia
- George Ivascu si Teatrul Metropolis